# 正真仏教
『正真仏教』（しょうしんぶっきょう）とは、河口慧海が1936年（昭和11年）に出版した仏教書。『在家仏教』の続編であり、晩年の彼が著した仏教論の集大成とも言える作品である。
河口慧海の他の著作と同じく、原本は既に著作権が切れており、国立国会図書館デジタルコレクションにてインターネット上に(『正真仏教』1936)として画像データが公開されている。また、Amazon.co.jpなどでも、その電子書籍データ（画像）が低価格で販売されている。

## 構成
以下の通り、全5篇108章から成る。
- 序
- 第一篇　総論
  - 一　仏教とは何であるか
  - 二　正真仏教の義釈
  - 三　大乗家の戒律無用説
  - 四　理体法身の広大無礙は罪悪に適用される
  - 五　法無我説は梵我説に対する否定
  - 六　仏陀は法身を説かなかったか
  - 七　梵語法身dharma Kāyaの語義について
  - 八　達磨の語源と語義
  - 九　戒律の実行なければ仏教はない
  - 一〇　戒律実行者は国家社会の精神的福田である
  - 一一　現代流行する大乗家の主張
  - 一二　根本仏教の歴史的起源
  - 一三　根本仏教教義の特徴
  - 一四　四諦十二因縁は純正大乗である
  - 一五　根本仏教の終末と原始仏教の起源
  - 一六　原始仏教の特徴
  - 一七　小乗仏教成立時代の特徴
  - 一八　根本仏教の中道
  - 一九　阿羅漢という語の異なる用法
  - 二〇　小乗仏教は邪悪のみなるか
  - 二一　大乗復興の萌芽
  - 二二　大乗経典の排斥とその興隆
  - 二三　初出大乗経典の特徴
  - 二四　根本大乗仏教の復興
- 第二篇　仏宝
  - 二五　仏とは何であるか
  - 二六　此土は一仏か多仏か
  - 二七　浄土の有無について
  - 二八　仏の法身解釈の変化
  - 二九　女人成仏の意義の変遷
  - 三〇　龍樹大士第二法鼓を打つ
  - 三一　第二期大乗の法身説
  - 三二　一即三か三即別異か
  - 三三　理体法身説の者は修得清浄行を無視する
  - 三四　第三期大乗の法身説
  - 三五　第三期大乗終末の六大法身説
  - 三六　六大法身論の起源
  - 三七　根本仏教は万有神教であるか
  - 三八　帰依仏と南無仏
  - 三九　観仏と念仏と称名
  - 四〇　禅宗の観仏
  - 四一　禅宗の念仏称名
  - 四二　真正の禅は存在したか
  - 四三　実に仏陀は世界の救主である
  - 四四　仏陀の人格を信ずるが向上の捷径
- 第三篇　法宝
  - 四五　根本仏教における法の説明
  - 四六　実行実証は根本仏教の本義
  - 四七　八正道の義釈
  - 四八　三学の解釈
  - 四九　受戒の起源
  - 五〇　三帰戒の原文とその重要性
  - 五一　諸種の戒律
  - 五二　五戒の真義
  - 五三　不殺生戒の詳解
  - 五四　不偸盗戒の詳釈
  - 五五　不邪婬戒の詳釈
  - 五六　不妄語戒の詳釈
  - 五七　不飲酒戒の詳釈
  - 五八　五戒実行についての例外
  - 五九　五戒が菩薩戒となる事
  - 六〇　定の原語とその意義
  - 六一　如来禅と祖師禅との同異
  - 六二　根本仏教の禅と祖師禅
  - 六三　野狐禅解謎禅売禅の害毒
  - 六四　根本仏教の真空観と趙洲の無字
  - 六五　無字関白隠家の型的問答
  - 六六　出家的正真仏教の絶滅
  - 六七　根本仏教優婆塞禅定
  - 六八　八正道の実行について
  - 六九　正見基準による国際平和の確立
  - 七〇　正見的教養のなかった欧米人
  - 七一　正見の徹底と因縁因果律
  - 七二　五蘊世間と衆生世間との釈
  - 七三　十界の意義について
  - 七四　菩薩とその身分について
  - 七五　声聞と独覚と菩薩と仏陀との異同
  - 七六　因果原理に対する疑念と解釈
  - 七七　原因結果律の各自業と共同業
  - 七八　三世と三時業と不定業について
  - 七九　三世の異説とその批判
  - 八〇　仏教の常識的論理法
  - 八一　同因異縁によって異果を結ぶ
  - 八二　因縁因果応報の個人的永久無限性
  - 八三　中絶帰無する事のない業力と因果律
- 第四篇　僧宝
  - 八四　僧の語源とその語義
  - 八五　出家比丘の僧衆は一人もない
  - 八六　優婆塞僧伽の実義
  - 八七　修徳士修徳女の起つべき時代
  - 八八　在家僧伽の本分と分業
  - 八九　優婆塞僧伽（在家僧）の理想
  - 九〇　在家僧理想人物の発心
  - 九一　第一檀那波羅密多（布施度）
  - 九二　第二尸羅波羅密多（持戒度）
  - 九三　第三羼提波羅密多（忍辱度）
  - 九四　第四毘梨耶波羅密多（精進度）
  - 九五　第五禅那波羅密多（静慮度）
  - 九六　第六般若波羅密多（最勝智度）
  - 九七　般若心経の国訳と頭註解義
  - 九八　正真仏教に六度を説く理由
- 第五篇　在家仏教
  - 九九　正真仏教は即ち在家仏教
  - 一〇〇　在家仏教の原語義とその教徒
  - 一〇一　在家仏教の本尊
  - 一〇二　存家仏教三帰一帰の解
  - 一〇三　在家仏教伝灯史の材料について
  - 一〇四　在家仏教の伝灯について
  - 一〇五　在家僧伽活動の範囲とその精神
  - 一〇六　和は治国安世の最良法
  - 一〇七　加行僧伽と実行僧伽
  - 一〇八　菩薩行進歌

## 内容
基本的な内容は10年前の『在家仏教』をそのまま引き継いでおり、
- 釈迦仏教（根本仏教）と、その教えを正しく引き継ぐ (と慧海が考える) 初期大乗仏教（や中観思想・唯識思想など）のみを正当・正統とする。
- 出家仏教を断念し、在家者による法灯・僧伽を重視・推奨する。
- 釈迦牟尼仏を唯一の本尊とする。
- 帰依三宝、四諦・三学・八正道、六波羅蜜といった実践を重視する。

といった「在家仏教」の内容が、改めて詳述される。
本書では、新しい概念である「在家仏教」を理解してもらうために、既存の仏教諸宗派批判に多くの記述が割かれていた前作『在家仏教』とは異なり、続編の利を活かして「在家仏教」それ自体の内容が（あまり余分な内容を挟まずに）順序立てて述べられている。
(ただし、禅定について述べられる60-65章では、彼の元々の出自でもある禅宗について、長い記述を割いて詳述・批判が行われている。)

### 出版の経緯
本書出版の経緯は、冒頭の「序」に述べられており、当時の世界大戦が迫る世界的に社会不安が高まっている時期に、相変わらず日本では邪教や偽仏教が氾濫し、人々を救済できないでいる中、再度仏教の本義を示す必要性を感じたことと、伊東に別荘を持っていたある人物（東京・日暮里にて「赤帽印ネクタイ」事業で財を成した南文蔵という人物であることが判明している）が若干の資金提供と共に釈尊の本旨を詳示するよう求めてきたその熱意に突き動かされて、数ヶ月を費やして書かれたことが述べられている。

### 歴史観
内容面の特徴としては、仏教の歴史と法灯を分かりやすく説明するために、
- 1. 根本仏教 --- 仏弟子アーナンダ死去まで。釈尊の直説と大乗 (利他) 精神が生きていた時代。
- 2. 原始仏教・小乗仏教 --- 実在論・唯物論や利己へと堕落していく時代。
- 3. 初期 (第一期) 大乗仏教 --- 根本仏教の復興。
- 4. 中期・後期 (第二期・第三期) 大乗仏教 --- ヒンドゥー教の影響を受けて堕落。

といった時代区分が示され、1と3が正当・正統な仏教で、2と4が逸脱的・堕落的な形態であると説明される。
(ただし、前作『在家仏教』と同じく、3の初期大乗仏教の正統性を主張するのに、専らチベット系の文献に依拠するなど、その論拠の脆弱性は否めない。)

### 法論
また、法（ダルマ）や法身（ダルマ・カーヤ）概念の意味の変質が、上記のような堕落を生んでいることが、前作『在家仏教』よりも強調的に述べられている。
すなわち、元来それらの概念には「自他を徳体へと導く実践的教法・修行法」という意味が含意されていたが、それが抜け落ちて外道的・他力的な「理体・万有神信仰」へと堕落することになったと説明される。

## 出版
- 『正真仏教』 古今書院、1936年
  - 改訂版 慧文社、2010年